# 동공 확대근
동공 확대근(瞳孔擴大筋, 영어: iris dilator muscle, (pupil dilator muscle, pupillary dilator, radial muscle of iris, radiating fibers)은 눈의 평활근으로 홍채에서 방사형으로 움직이므로 확장기로 적합하다. 동공 산대근(瞳孔散大筋)이라고도 한다. 동공 확장기는 근상피 세포라고 하는 변형된 수축 세포의 바퀴살 모양 배열로 구성된다. 이 세포는 교감신경계에 의해 자극된다. 자극을 받으면 세포가 수축하여 동공이 넓어지고 눈에 더 많은 빛이 들어오게 된다.
섬모체근, 동공조임근 및 동공확대근은 때때로 내안근(intrinsic ocular muscle 또는 intraocular muscle)이라고도 한다.

## 같이 보기
- 바깥눈근육